# Quantico Station (Virginia)
Quantico Station es un lugar designado por el censo en el  condado de Prince William, Virginia  (Estados Unidos). Según el censo de 2010 tenía una población de 4.625 habitantes.

## Demografía
Según el censo del 2000, Quantico Station tenía 6.571 habitantes, 1.389 viviendas, y 1.351 familias. La densidad de población era de 354,8 habitantes por km².
De las 1.389 viviendas en un 77,2%  vivían niños de menos de 18 años, en un 91,3%  vivían parejas casadas, en un 4,3% mujeres solteras, y en un 2,7% no eran unidades familiares. En el 2,1% de las viviendas  vivían personas solas el 2,1% de las cuales correspondía a personas de 65 años o más que vivían solas. El número medio de personas viviendo en cada vivienda era de 3,57 y el número medio de personas que vivían en cada familia era de 3,57.
Por edades la población se repartía de la siguiente manera: un 32,3% tenía menos de 18 años, un 29,9% entre 18 y 24, un 35,5% entre 25 y 44, un 2,2% de 45 a 60 y un 0,1% 65 años o más.
La edad media era de 22 años.  Por cada 100 mujeres de 18 o más años  había 196,1 hombres.
La renta media por vivienda era de 41.429$ y la renta meda por familia de 41.288$. Los hombres tenían una renta media de 24.478$ mientras que las mujeres 20.676$. La renta per cápita de la población era de 14.563$. En torno al 5,5% de las familias y el 5,7% de la población estaban por debajo del umbral de pobreza.

## Localidades adyacentes
El siguiente diagrama muestran las localidades más próximas a Quantico Station.